# Operazione Priboi
Operazione Priboi fu il nome in codice per la deportazione di massa dagli Stati baltici compiuta dai sovietici tra il 25 e il 28 marzo 1949. L'operazione è anche conosciuta come la deportazione di marzo da parte degli storici baltici. Oltre 90 000 tra estoni, lettoni e lituani, etichettati come nemici del popolo, furono deportati in campi di lavoro forzato situati in aree remote dell'Unione Sovietica.
Descritta come campagna di dekulakizzazione, l'operazione ebbe lo scopo di facilitare la collettivizzazione ed eliminazione della base di supporto per la resistenza armata dei Fratelli della foresta contro l'occupazione sovietica. L'operazione raggiunse i suoi scopi entro la fine del 1949 in Lettonia ed Estonia mentre in Lituania i progressi furono più lenti e i sovietici organizzarono un'altra grande deportazione chiamata operazione Osen verso la fine del 1951. Durante la destalinizzazione e il disgelo i deportati furono rilasciati e alcuni riuscirono a tornare in patria anche se un gran numero di loro discendenti vive ancora oggi nelle città e nei villaggi siberiani.
Il tasso di mortalità per i deportati è stato stimato oltre il 30%. A causa dell'alto tasso di mortalità dei deportati durante i primi anni del loro esilio, causato dal fallimento delle autorità sovietiche nel fornire condizioni di vita adeguate, alcune fonti considerano queste deportazioni un atto di genocidio. La Corte europea dei diritti dell'uomo ha dichiarato che la deportazione di marzo costituisse un crimine contro l'umanità.

## Decisione
La collettivizzazione negli Stati baltici ebbe inizio all'inizio del 1947 ma i progressi furono lenti. Nonostante le pesanti tasse e l'intensa propaganda solo il 3% delle aziende agricole in Lituania ed Estonia entrarono nei kolchozy per la fine del 1948. Dall'esperienza delle collettivizzazioni dei primi anni trenta, i kulaki furono indicati come ostacolo principale e diventarono bersagli di repressioni. Il 18 gennaio 1949 i leader delle tre repubbliche baltiche furono chiamati a riferire a Iosif Stalin e lo stesso giorno durante una sessione del Politburo del Comitato centrale del PCUS fu presa la decisione di eseguire le deportazioni. Il 29 gennaio 1949 la decisione top secret numero 390-138ss fu adottata dal Consiglio dei ministri dell'URSS approvando la deportazione di kulaki, nazionalisti, banditi, i loro sostenitori e le loro famiglie dalla Lituania, Lettonia ed Estonia. La decisione specificava le quote di deportazione per ciascuna repubblica: 8 500 famiglie o 25 000 persone dalla Lituania, 13 000 famiglie o 39 000 persone dalla Lettonia e 7 500 famiglie o 22 500 dall'Estonia. Indicava inoltre le responsabilità dei ministeri sovietici: il Ministero della sicurezza dello Stato (MGB) fu responsabile del trasporto dei deportati alle stazioni ferroviarie designate; il Ministero degli affari interni (MVD) del trasporto agli insediamenti forzati, del provvedimento dei posti di lavoro, della sorveglianza e dell'amministrazione di tali insediamenti; il Ministero delle finanze dello stanziamento dei fondi necessari; il Ministero delle comunicazioni al provvedimento dei vagoni ferroviari necessari; il Ministero del commercio e quello della salute al provvedimento di cibo e cure sanitarie.

## Preparazione
Il 28 febbraio 1949 Viktor Abakumov, ministro del MGB, firmò l'ordine URSS MGB numero 0068 per la preparazione e l'esecuzione della deportazione di massa. Il tenente generale Pëtr Burmack comandò le truppe del MGB mentre il tenente generale Sergej Ogol'cov, vice ministro del MGB, fu responsabile del ruolo del MGB nella deportazione.
Il 12 marzo 1949 fu firmato l'ordine URSS MVD numero 00225 che istruiva le varie branche del MVD alla preparazione della deportazione e all'assistenza del MGB.

### Compilazione liste dei deportati
Funzionari speciali del MGB furono inviati in vari uffici locali per formare lo staff operativo che selezionasse e compilasse un fascicolo su ogni famiglia. Le informazioni furono raccolte da varie fonti tra cui fascicoli repubblicani del MGB sui nazionalisti, fascicoli locali sui banditi, fascicoli del comitato esecutivo e registri fiscali sui kulaki, documentazione di frontiera sugli emigranti. A causa dell'insufficiente tempo per indagare sull'atteggiamento o sulle attività delle persone durante l'occupazione tedesca, ci furono molti casi contraddittori in cui attivisti comunisti vennero deportati mentre collaboratori nazisti no. Ciò creò confusione e incertezza su quali reati giustificassero la deportazione e quali azioni garantivano sicurezza.
Le liste dei kulaki avrebbero dovuto essere preparate dai comitati esecutivi locali e approvate ufficialmente dal consiglio dei ministri ma a causa dello scarso tempo a disposizione e della natura top secret dell'incarico gli uffici locali del MGB compilarono i propri elenchi. Complessivamente, a causa della mancanza di tempo, i fascicoli sui deportati furono spesso incompleti o errati. Tra l'aprile e il giugno del 1949 furono apportate correzioni retrospettive aggiungendo fascicoli sui deportati non presenti nelle liste e rimuovendo quelli delle persone fuggite alla deportazione.

### Dislocamento delle risorse
| Unità aggiuntive delle truppe interne                             | Estonia | Lettonia |
| ----------------------------------------------------------------- | ------- | -------- |
| 1º Divisione di fanteria motorizzata (Mosca)                      | 850     | 2 000    |
| 13º Divisione di fanteria motorizzata (Leningrado), un reggimento | 700     |          |
| 7º Divisione (Minsk), un reggimento                               | 1 000   |          |
| 4º Divisione (Lituania), un reggimento                            |         | 1 000    |
| Scuola di addestramento per ufficiali (Sortavala, Carelia)        | 400     |          |
| Scuola secondaria specializzata militare (Saratov)                |         | 1 000    |
| Sergenti del corpo di sicurezza                                   | 1 400   | 500      |
| Totale                                                            | 4 350   | 4 500    |

A causa dell'immensa portata dell'operazione che comprendeva tre repubbliche sovietiche furono necessarie considerevoli risorse. Il MGB ebbe bisogno di organizzare personale, mezzi di trasporto e apparecchiature di comunicazione mantenendo l'operazione segreta. I funzionari locali del MGB non furono sufficienti e 1 193 vennero trasferiti in Estonia. Oltre alle truppe già stanziate altre 8 850, provenienti da altre parti dell'Unione Sovietica, vennero dispiegate tra Estonia e Lettonia per prendere parte all'operazione senza fornirgli inizialmente informazioni sulla natura della loro missione.
Vennero introdotti 5 025 mitra e 1 900 fucili per assicurarsi che il personale fosse sufficientemente armato. Le telecomunicazioni furono una componente vitale per garantire il regolare svolgimento dell'operazione, il MGB se ne assicurò requisendo tutte le centrali telefoniche civili e affidandole ad un personale di 2 210 persone. Furono preparati 4 437 vagoni merci, 8 422 camion di cui 5 010 civili che vennero requisiti mentre i rimanenti ebbero origine militare di cui 1 202 dal distretto militare di Leningrado, 210 dal distretto militare bielorusso e 700 dalle truppe interne.

## Esecuzione

### Composizione squadre operative
| Personale coinvolto                   | Numero | Proporzione (%) |
| ------------------------------------- | ------ | --------------- |
| Personale MGB                         | 8 215  | 10,8            |
| Truppe interne                        | 21 206 | 27,8            |
| Truppe dei battaglioni di distruzione | 18 387 | 24,1            |
| Attivisti del partito comunista       | 28 404 | 37,1            |
| Totale                                | 76 212 | 100,0           |

L'ordine del Consiglio dei ministri dell'URSS prevedeva inizialmente la deportazione tra il 20 e il 25 marzo ma l'inizio delle operazioni fu rinviato al 25. La deportazione di una famiglia spettò a una piccola squadra operativa composta da tre agenti del MGB, due soldati repubblicani dei battaglioni di distruzione e quattro o cinque attivisti locali del partito comunista. Venne prestata attenzione alla presenza di almeno un membro del Partito Comunista dell'Unione Sovietica o Komsomol come supervisore ideologico.
Il reclutamento degli attivisti locali da parte dei partorg fu l'ultimo passo. Dal momento che dovettero riunire un grande numero di persone in breve tempo vennero usate varie scuse per organizzare incontri di partito o del komsomol, gli attivisti selezionati furono condotti ad eseguire le deportazioni direttamente dagli incontri mentre quelli non selezionati vennero trattenuti per mantenere la segretezza. Essi furono importanti nello spiegare chi venne deportato e le motivazioni di ciò.

### Raggruppamento delle famiglie
A ciascuna squadra operativa vennero assegnate dalle tre alle quattro famiglie da deportare. Successivamente all'individuazione della fattoria designata la squadra doveva cercare nei locali, identificare tutti i residenti e compilare i loro fascicoli. Alle famiglie fu permesso d'imballare alcuni dei propri effetti personali e del cibo fino ad un massimo di 1 500 kg (3 300 lb) per famiglia, mentre le proprietà furono trasferite ai kolchoznik oppure vendute per coprire le spese. Dove possibile, i terreni e i beni immobili furono restituiti ai deportati o ai loro eredi in seguito alla dissoluzione dell'Unione Sovietica. Differentemente dalla deportazione di giugno del 1941 le famiglie deportate non furono separate. Le famiglie vennero trasportate alle stazioni ferroviarie tramite l'ausilio di camion o navi mercantili come nel caso delle isole estoni di Saaremaa e Hiiumaa.
Poiché la popolazione ebbe già subito deportazioni di massa riconobbe i "segni" come l'arrivo di nuove truppe e veicoli e tentò di nascondersi. A causa di ciò i sovietici organizzarono imboscate, rintracciarono e interrogarono i parenti ed eseguirono controlli di massa dei passaporti. Inoltre, contrariamente alle normative, gli agenti del MGB portarono bambini non accompagnati dai genitori alle stazioni ferroviarie nella speranza che essi si presentassero volontariamente. Non tutti i fuggitivi riuscirono ad essere catturati mediante tali tecniche e successivamente, in Lituania, vennero organizzate deportazioni di massa di dimensioni ridotte.

### Trasporto ferroviario

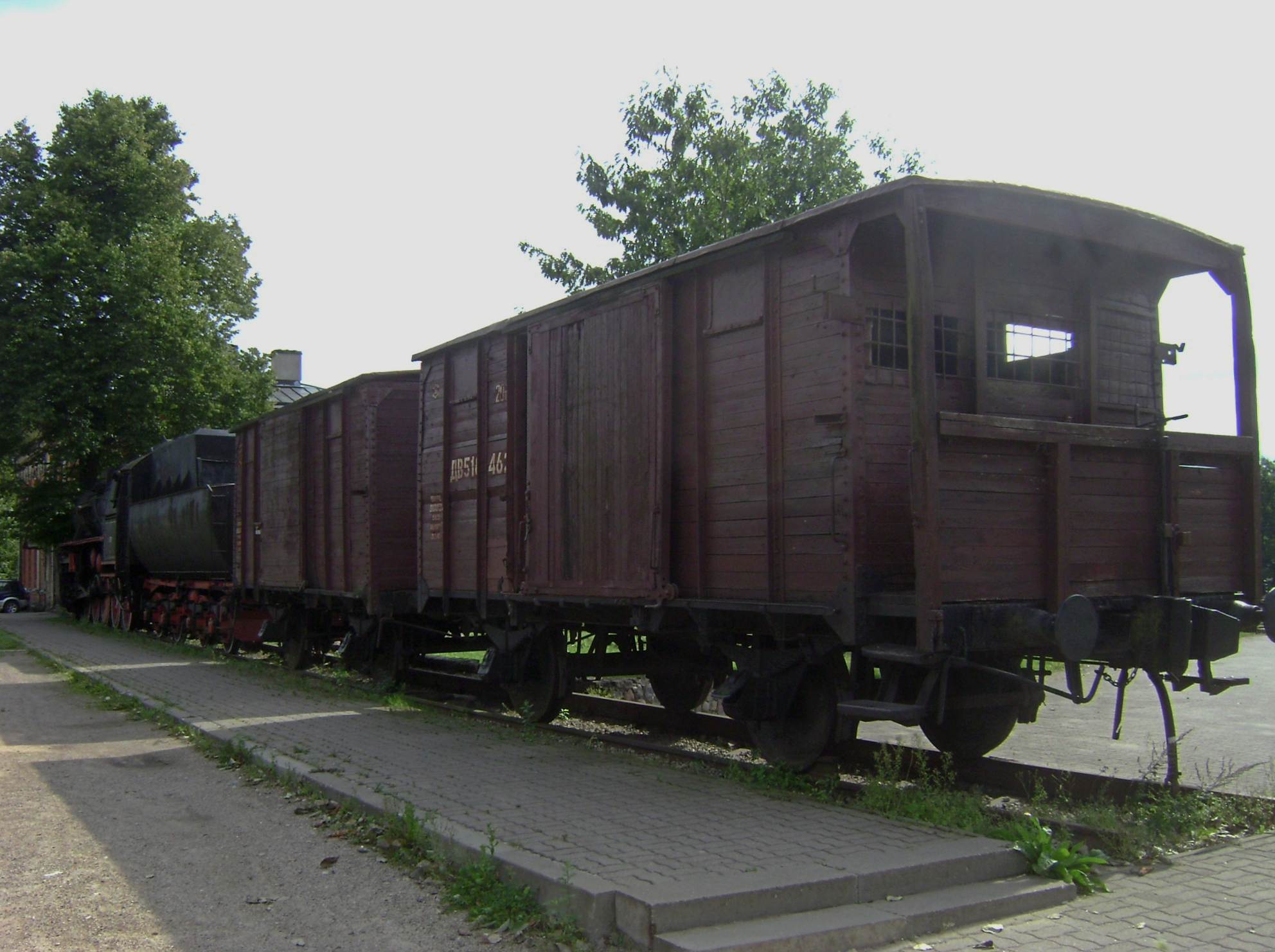
Vagone merci utilizzato per il trasporto dei deportati

I deportati una volta saliti sui treni furono sotto la responsabilità del MVD. Le stazioni di carico necessitarono di supervisione e sicurezza speciale onde evitare fughe pertanto furono disposte, dove possibile, lontane dalle città per impedire il raduno di familiari, amici o curiosi. Vennero anche reclutati informatori tra i deportati e poste le persone ritenute ad alto rischio di fuga sotto una supervisione più rigida. I vagoni erano per lo più vagoni merci standard da 20 tonnellate senza servizi nei quali vennero fatte salire trentacinque persone fornendo solamente 0,5 m² (5,4 ft²) di spazio ciascuno. L'ultimo treno lasciò la Lituania il 30 marzo.
Oltre alle stazioni anche le ferrovie furono sorvegliate. In Estonia le pattuglie vennero attaccate in tre diversi incidenti, uno di essi si verificherò il 27 marzo vicino Püssi provocando il deragliamento di tre vagoni. Le pattuglie raccolsero lettere gettate dal finestrino dai deportati che informavano riguardo alla deportazione, davano l'addio ai parenti e alla madrepatria, contenevano lamentele sulle condizioni dei treni ed esprimevano sentimenti antisovietici. In media il viaggio durò due settimane ma arrivò a durare fino a un mese. Secondo un rapporto del MVD del 30 maggio quarantacinque persone morirono durante il viaggio e sessantadue dovettero scendere dai vagoni a causa delle condizioni mediche.

## Risultati
Circa il 72% dei deportati furono donne e bambini di età inferiore ai sedici anni mentre il 16% furono persone di età superiore a sessant'anni. Sergej Kruglov, ministro del MVD, riferì a Stalin che 2 850 persone erano di età superiore a settant'anni, 185 bambini senza genitori e parenti e 146 disabili.
| Repubblica | Treni | Famiglie | Persone | Uomini         | Donne          | Bambini        |
| ---------- | ----- | -------- | ------- | -------------- | -------------- | -------------- |
| Estonia    | 19    | 7 471    | 20 480  | 4 566 (22,3%)  | 9 866 (48,2%)  | 6 048 (29,5%)  |
| Lettonia   | 33    | 14 173   | 41 708  | 11 135 (26,7%) | 19 535 (46,8%) | 11 038 (26,5%) |
| Lituania   | 24    | 8 985    | 28 656  | 8 929 (31,2%)  | 11 287 (39,4%) | 8 440 (29,5%)  |
| Totale     | 76    | 30 629   | 90 844  | 24 630 (27,1%) | 40 688 (44,8%) | 25 526 (28,1%) |

## Conseguenze
La deportazione fu uno shock per la società estone e lettone. Il tasso di collettivizzazione passò dall'8% del 20 marzo al 64% del 20 aprile in Estonia e dall'11% del 12 marzo ad oltre il 50% del 9 aprile in Lettonia ed entro la fine del 1949 l'80% delle fattorie estoni e il 93% di quelle lettoni entrarono nei kolchozy. In Lituania invece, in cui fu eseguita una deportazione già nel maggio 1948 chiamata operazione Vesna e per la presenza del più forte movimento dei Fratelli della foresta l'impatto fu minore e solo il 62% fu collettivizzato.
| Regione dell'Unione Sovietica | Famiglie | Persone | Dimensione media della famiglia | Percentuale di deportati |
| ----------------------------- | -------- | ------- | ------------------------------- | ------------------------ |
| Oblast' dell'Amur             | 2 028    | 5 451   | 2,7                             | 5,8                      |
| Oblast' di Irkutsk            | 8 475    | 25 834  | 3,0                             | 27,3                     |
| Oblast' di Novosibirsk        | 3 152    | 10 064  | 3,2                             | 10,6                     |
| Oblast' di Omsk               | 7 944    | 22 542  | 2,8                             | 23,8                     |
| Oblast' di Tomsk              | 5 360    | 16 065  | 3,0                             | 16,9                     |
| Territorio di Krasnojarsk     | 3 671    | 13 823  | 3,8                             | 14,6                     |
| Totale                        | 30 630   | 93 779  | 3,1                             | 99,0                     |

Le truppe addizionali che furono dislocate per l'operazione lasciarono la Lettonia e l'Estonia tra il 3 e l'8 aprile. Tramite un decreto del Presidium del Soviet Supremo furono concesse onorificenze per il successo dell'operazione, settantacinque persone ricevettero l'ordine della Bandiera rossa e i loro nomi apparvero sulla Pravda il 25 agosto 1949. Il 26 agosto vennero invece pubblicati i nomi delle diciassette persone premiate con l'ordine della Guerra patriottica per il coraggio e l'eroismo che mostrarono durante l'operazione.
I deportati furono esiliati senza alcun diritto a far ritorno alle proprie abitazioni, con la pena a venti anni di lavori forzati per i tentativi di fuga. Furono creati 138 nuovi comandi allo scopo di monitorare i deportati, censurare la posta e prevenire le fughe. Ai deportati non fu permesso lasciare le proprie aree designate e furono tenuti a fare rapporto al comandante locale del MVD una volta al mese, il mancato rispetto di tali imposizioni fu ritenuto un reato punibile. Venne affidato loro un posto di lavoro nei kolchozy o sovchozy ad eccezione di un ristretto numero di persone che vennero impiegate nella silvicoltura e nelle fabbriche. Le condizioni di vita variarono in base alla destinazione, vissero in caserme, capannoni agricoli, capanne di fango o come inquilini degli abitanti locali e alcuni parenti furono in grado d'inviare pacchi alimentari per aiutarne il sostentamento. Entro il 31 dicembre 1950 morirono 4 123 deportati compresi 2 080 bambini e ci furono 903 nascite.